# Alianza por la Innovación y la Justicia
La Alianza por la Innovación y la Justicia (en alemán: Bündnis für Innovación und Gerechtigkeit) es un partido político alemán, creado en 2010 en Colonia con el fin de representar los intereses de la minoría musulmana en Alemania y promover su integración en la sociedad.

## Historia
El partido apareció en 2010 en Colonia, bajo el nombre de "Unión por la Libertad y la Justicia"  y fue formado por representantes de la ONG Consejo Musulmán. El fundador fue el presidente del Consejo Musulmán Haluk Yildiz, quién se convirtió además en presidente del nuevo partido.
En 2009, el partido participó en las elecciones al Ayuntamiento de Bonn, ganando el 2,11% de los votos y dos escaños parlamentarios. Los diputados electos fueron Haluk Yýldýz y Gyulya Dogan; esta última se convirtió en la primera mujer en cualquiera de los órganos de representación política de Alemania, que llevaba un pañuelo en la cabeza. 
En las elecciones federales de Alemania de 2013 no superaron el 0,0% de los votos.